# Klaus Emmerich (Regisseur)
Klaus Emmerich (* 10. August 1943 in Freital, Sachsen) ist ein deutscher Fernseh- und Theaterregisseur sowie Drehbuchautor und Schauspieler.

## Leben
Emmerich wuchs in Königswinter und Karlsruhe auf und lebt heute in Berlin. Er studierte 1964–1967 an der FU Berlin Germanistik und Anglistik und wechselte 1967 an die Hochschule für Fernsehen und Film München (Abteilung Fernsehspiel). Seine Abschlussarbeit Film für Cheyenne – Die Revolution findet dort statt „zeigt den hoffnungslosen Weg eines entsprungenen Fürsorgezöglings, der vergebens versucht, bei gesellschaftlichen Randgruppen Unterschlupf zu finden. Eine Fiktion mit dokumentarischen Mitteln nach einem in München tatsächlich vorgekommenen Fall“.
Seinen Durchbruch hatte er mit seinem siebten Film, Die erste Polka (1979) mit Maria Schell und Claus Theo Gärtner. Kinofilme wie Trokadero (1981) mit Franz Xaver Kroetz und Pizza Colonia mit Mario Adorf entstanden neben Fernsehfilmen (Morlock mit Götz George) und Fernsehserien wie Rote Erde. Emmerich inszenierte mehrere Tatort-Folgen.

## Inszenierungen
- 1979: Frühlingserwachen
- 1995: Die Schattenlinie

## Filmografie (Auswahl)
- 1970: Film für Cheyenne
- 1972: Rosa und Lin
- 1973: Florian
- 1976: Kreutzer
- 1978: Heinrich Heine
- 1978: Die erste Polka
- 1980: Angemacht (Kurzfilm, nur Darsteller)
- 1980: Trokadero
- 1983: Rote Erde
- 1985: Kein schöner Land (Miniserie)
- 1986: Tatort: Freunde
- 1989: Reporter (TV-Serie)
- 1989: Mission Eureka
- 1991: Pizza Colonia
- 1993: Mission Eureka: Griff nach den Sternen
- 1993: Morlock (König Midas)
- 1994: Polizeiruf 110: Gespenster (TV-Reihe)
- 1995: Inzest – Ein Fall für Sina Teufel
- 1996: Tatort: Aida
- 2003: Tatort: Wenn Frauen Austern essen

## Auszeichnungen
- 1983: Goldener Gong für Rote Erde, gemeinsam mit Hellmut Gassner (Szenenbild)
- 1984: Ehrende Anerkennung beim Adolf-Grimme-Preis für Rote Erde (zusammen mit Peter Stripp)
- 1990: Adolf-Grimme-Preis mit Silber für die 1. und 2. Folge von Reporter (zusammen mit Hans Noever, Walter Kreye, Renan Demirkan und Jürgen Holtz)